# Tangara versicolore
Lanio versicolor
Espèce
Statut de conservation UICN

 LC  : Préoccupation mineure
Le Tangara versicolore (Lanio versicolor) est une espèce de passereaux appartenant à la famille des Thraupidae.

## Répartition
Ce taxon se rencontre dans les pays suivants : Bolivie, Brésil, Pérou.

## Liste des sous-espèces
Selon GBIF (10 juin 2024) :
- Lanio versicolor subsp. parvus Berlepsch, 1912

- Lanio versicolor subsp. versicolor

## Systématique
Le nom valide complet (avec auteur) de ce taxon est Lanio versicolor (d'Orbigny & Lafresnaye, 1837).
L'espèce a été initialement classée dans le genre Tachyphonus sous le protonyme Tachyphonus versicolor d'Orbigny & Lafresnaye, 1837.